# نوباء متناوبة
نوباء متناوبة (الاسم العلمي: Alternaria alternata) هي نوع من الفطريات تتبع جنس النوباء من الفصيلة البوغيانية.